# Rhamphadoretus parvulus
Rhamphadoretus parvulus är en skalbaggsart som beskrevs av Eugène Benderitter 1930. 
Rhamphadoretus parvulus ingår i släktet Rhamphadoretus och familjen Rutelidae. Inga underarter finns listade i Catalogue of Life.